# Психиатрический стационар имени В. А. Гиляровского
Психиатрический стационар имени В. А. Гиляровского — современное название первой и старейшей психиатрической больницы в Москве. Расположена по адресу: улица Матросская Тишина, дом 20.

## Хронология названий
- 1808 — Московский доллгауз
- 1838 — Преображенская больница для душевнобольных
- 1920 — Московская психиатрическая больница № 1
- 1952 — Московская психиатрическая больница № 3[1]
- 1978 — Московская психиатрическая больница № 3 имени В. А. Гиляровского
- 2017 — Психиатрический стационар имени В. А. Гиляровского, филиал ПКБ № 4 имени П. Б. Ганнушкина.[2]

## История

### Предыстория
Начало московской психиатрии было положено в Старо-Екатерининской больнице в 1776 году, где было открыто временное небольшое психиатрическое отделение на 25—26 пациентов. До этого душевнобольные были заботой не только богаделен, монастырей и инвалидных домов, но и карательных заведений (смирительных домов). Ввиду несовместимости содержания психически больных с другими больными, вскоре назрел вопрос об открытии для душевнобольных отдельного заведения. Первый психиатрический приют был открыт в одном из зданий при Инвалидном доме, которое впоследствии занял Екатерининский институт. Также был открыт приют Приказа общественного призрения для инвалидов и душевнобольных, который располагался в здании будущей Духовной консистории на Мясницкой улице.
В 1792 году было основано отделение для душевнобольных при Екатерининской богадельне на берегу реки Яузы. В наблюдении за больными главная роль отводилась смотрителю, а врач был в подчинении у смотрителя. Для усмирения пациентов применялись цепи. Первым врачом этого заведения стал Фёдор Рашке (1792—1794), который считается если не первым русским психиатром, то одним из первых, затем — штаб-лекарь Карл Поульярд (1794—1799), а также штаб-лекарь Антон Блиммер (1799—1802). В 1802 году психиатром при Екатерининской богадельне был назначен Иосиф Карас — врач венгерского происхождения, изучавший медицину и хирургию в Вене, на его время пришелся переезд больных в новое специально построенное для этого здание.

### XIX век
Незадолго до коронации император Александр I отказался от денег, которые московское дворянство собиралось ассигновать на коронационные торжества, и предложил обратить эти деньги на дела благотворительности. 28 декабря 1804 года был издан Высочайший указ об ассигновании «требующихся на исправление Московского Екатерининского Богаделенного дома, так же инвалидного и для умалишённых» 180 000 рублей, частями в несколько сроков, а недостающие средства должны были быть получены от продажи здания приюта на Мясницкой. На эти средства в 1805—1808 году по проекту московского губернского архитектора И. А. Селехова рядом с Екатерининской богадельней был построен новый дом для умалишённых, или Московский доллгауз (от нем. Tollhaus — дом для умалишённых), в который были переведены пациенты и оно стало отдельным специальным психиатрическим учреждением. Точная дата основания больницы на протяжении столетия была неизвестна, она была случайно установлена только в 1909 году, по найденному рапорту от 15 июня 1808 года. Выяснилось, что со 100-летием больницы опоздали на год и с тех пор эта дата считается днём рождения больницы. В рапорте докладывается о переезде в новое здание:

 По силе указа оного приказа общественного призрения, в отстроенные при екатерининском богаделенном доме, для помещения инвалидов особые покои и для ума лишённых особый дом, как господа инвалиды равно и ума лишённые, со всеми находящимися при них чинами и служителями мною перемещены; равно и все состоящие при сих заведениях вещи и съестные припасы в оные заведения перевезены; на нанятых потребного чина подводах, о чём оному приказу общественного призрения и рапортую.
Это новое двухэтажное здание было рассчитано на 80 коек и в надстроенном виде оно сохранилось до наших дней. В течение 44 лет (1817—1862) здесь содержался известный всей Москве прозорливец и юродивый Иван Корейша, описанный в произведениях русской классической литературы Ф. М. Достоевским, А. Н. Островским, Н. С. Лесковым и Л. Н. Толстым. Для посещавших его была выставлена кружка, сбор которой достигал 500—700 рублей в месяц, что позволило улучшить положение больных. Численность больных на 1 января 1820 года составляла 113 человек.

С 1811 по 1828 год главным врачом в Московском доллгаузе работал З.И. Кибальчич. После него главным врачом назначают действительного тайного советника и доктора медицины Василия Саблера, который руководил больницей с 1 октября 1828 по ноябрь 1870 года.
 Благодаря Саблеру в 1832 году проведена реформа в управлении больницей — устранение полицейского чина в качестве руководителя больницы, расширение прав врачей, снятие цепей с беспокойных больных и замена их на смирительные рубашки. Благодаря Саблеру больница стала центром не только практической, но и научной психиатрии. На всех пациентов стали заводить «скорбные листы» (историю болезни), впервые были введены рецептурная книга, должностные инструкции для персонала и другие документы, а также создана система труда, быта и отдыха больных. В 1834 году была издана и утверждена инструкция «О занятиях больных, находившихся в доме умалишённых» трудотерапией, согласно которой больному давалась строго индивидуальная нагрузка. Больные занимались вязанием чулок и вышиванием по канве, также были созданы швальная, портняжная, сапожная, красильная, малярная и штукатурная мастерские, а также огород. Также больным устраивали развлечение музыкой и играми. Больных, как было принято тогда с целью дифференцированного отношения, делили на острых (к ним применяли терапию и оставляли в больнице) и хронических, которых отправляли в богадельню. Однако Саблер считал, что хронически больных также необходимо лечить. Для лечения психически больных применялась гидротерапия, психотерапия и передовое на то время лечение прогрессивного паралича антисифилитическими препаратами.. Под руководством Саблера была начата работа по составлению законодательства о душевнобольных.
31 мая 1838 года, по ходатайству главного врача больницы В. Ф. Саблера, император Николай I подписал Положение о переименовании Московского доллгауза в Преображенскую больницу для душевнобольных. В 1862 году в больницу перевели пациентов полицейской больницы для психически больных арестантов Тюремного ведомства, в связи с закрытием полицейской больницы, что резко переполнило Преображенскую больницу и ухудшило содержание больных.
После ухода доктора Саблера в ноябре 1870 года, в 1870—1872 годах главным врачом был Фёдор Иванович Красовский, затем с июля 1872 года — Самуил Штейнберг, который добился введения коллегиального руководства больницей, вместо существовавшей тогда бюрократии, организовал впервые врачебные конференции. В больнице работал также Сергей Корсаков: с 13 сентября 1875 года по 16 декабря 1876 года он был младшим штатным ординатором, а с 6 ноября 1881 года до 5 января 1888 года — сверхштатным ординатором. Работая в больнице, Корсаков записывал свои наблюдения в тетради, озаглавленной как «Казуистика душевных болезней по наблюдениям Преображенской больницы». По воспоминаниям Корсакова:

 Когда я по окончании курса пришел в московскую Преображенскую больницу, чтобы поступить туда врачом, тогдашний главный врач, психиатр, пользовавшийся заслуженной известностью, сказал мне: «В университете ведь вас мало учили психиатрии; вы даже, вероятно, не знаете, как связывать», и первый мой урок был урок связывания. Трудно поверить всему этому, а между тем это всё было и было вовсе не так давно. 
В 1877—1878 годах, благодаря пожертвованиям, были разрушены круглые башни по бокам здания и вместо них построены два трёхэтажных флигеля, примыкающих к главному зданию. Вмещаемость больницы увеличилась таким образом на 80 коек. В 1887 году Преображенская больница передана из Приказа общественного призрения в ведение Городского общественного управления. В 1894—1903 годах главным врачом больницы был И. В. Константиновский, им была написана первая книга, посвящённая истории больницы, а также оборудована патолого-анатомическая лаборатория, в которой проводились интересные научные исследования.

### XX—XXI века
В 1904—1917 годах главным врачом больницы был Николай Баженов, который заменил надзирателей больницы сёстрами милосердия и молодыми ординаторами, организовал семейный патронаж, решал проблему переполненности больницы. Он организовал психиатрическую помощь в Москве по территориальному принципу, разделив её на две части: пациенты, проживающие в одной части, относились к Преображенской, а во второй — к Алексеевской больнице. В 1904 году он расширил Преображенскую больницу за счёт присоединения к ней фабричных корпусов и усадьбы купца Котова, расположенных на другом берегу Яузы, ныне эта половина больницы — ПКБ № 4 имени П. Б. Ганнушкина. К 100-летнему юбилею Преображенской больницы он написал книгу по её истории, изданную в 1909 году. В 1910 году в должности ординатора в Преображенской больницы начал работать Василий Гиляровский. В 1911 году Баженов избран первым председателем Союза русских психиатров и невропатологов и окончил первый в России «Проекта законодательства о душевнобольных».
В 1933 году открыт первый в мире дневной стационар, который является промежуточным звеном между госпитализацией и внебольничной психиатрической помощью. В годы войны 1941—1945 годов, больница была временно эвакуирована в Кострому. В 1963 году на территории больницы было построено новое четырёхэтажное здание, ныне — 5-й корпус. К 160-летию больницы, в 1968 году, на общественных началах был открыт музей, в экспозиции которого представлены материалы, собранные при главных врачах М. А. Джагарове и А. Б. Александровском.
Решением Исполкома Моссовета № 2172 от 19.07.1978 года психиатрической больнице № 3 присвоено имя психиатра и профессора Василия Алексеевича Гиляровского, работавшего в 1911—1920 годах в этой больнице ординатором и прозектором. Ему принадлежит высказывание: «Преображенская больница — это в живых образах, лицах и фактах история нашей отечественной психиатрии». В 1979 году построено новое здание пищеблока (строение 17).
С 1 августа 2017 года является филиалом психиатрической клинической больницы № 4 имени П. Б. Ганнушкина. В настоящее время медицинское учреждение обслуживает жителей преимущественно Восточного и Центрального административных округов Москвы. В больнице действует музей.

## Персоналии

### Главные врачи
- 1802—1811 — Иосиф Владимирович Карас
- 1811—1828 — Зиновий Иванович Кибальчич
- 1828—1870 — Василий Фёдорович Саблер[22]
- 1870—1872 — Фёдор Иванович Красовский[8]
- 1872—1877 — Самуил Иванович Штейнберг
- 1877—1887 — Николай Иванович Державин
- 1887—1894 — Виктор Романович Буцке
- 1894—1903 — Иван Васильевич Константиновский
- 1904—1917 — Николай Николаевич Баженов[1]
- 1917—1918 — Николай Михайлович Бунеев
- 1919—1923 — Алексей Лукич Любушин[23]
- 1923—1931 — Александр Минович Зайцев
- 1931—1934 — Ян Павлович Бутайский[24]
- 1934—1941 — Михаил Авдеевич Джагаров
- 1941—1943 — Василий Дмитриевич Денисов[1]
- 1943—1944 — Михаил Авдеевич Джагаров[1]
- 1945—1951 — Анатолий Борисович Александровский[1]
- Н. Н. Крылова[когда?]
- 1985— — Лариса Степановна Ларина[когда?]

### Известные ординаторы
- Сергей Сергеевич Корсаков
- Павел Петрович Малиновский
- Александр Устинович Фрезе[25]